# Општина Модрича
Општина Модрича је општина у Републици Српској, БиХ. Сједиште општине је у насељеном мјесту Модрича. Према подацима Агенције за статистику Босне и Херцеговине на попису становништва 2013. године, у општини је пописано 25.720 лица.

## Насељена мјеста
Подручје општине Модрича чине насељена мјеста:
Бабешница, Борово Поље, Ботајица, Врањак, Гаревац, Горње Кречане*, Добра Вода, Добриња, Доњи Скугрић*, Дуго Поље, Јасеница*, Кладари Горњи, Кладари Доњи, Копривна, Крчевљани, Кужњача, Милошевац, Модрича, Ријечани Горњи, Ријечани Доњи, Горњи Скугрић, Таревци, Толиса и Чардак.
Пријератна општина Модрича је у цјелини остала у саставу Републике Српске. Насељена мјеста Јакеш, Модрички Луг и Пећник припојена су новоствореној општини Вукосавље, а општини Модрича су припојена насељена мјеста Крчевљани и Толиса, те дијелови насељених мјеста: Горње Кречане, Јасеница и Доњи Скугрић која су прије рата припадала општини Градачац.

### Мјесне заједнице
На подручју општине Модрича постоји 24 мјесне заједнице:
МЗ Бабешница, МЗ Борово Поље, МЗ Ботајица, МЗ Врањак, МЗ Врањак 1, МЗ Гаревац, МЗ Добриња, МЗ Дуго Поље, МЗ Кладари Горњи, МЗ Кладари Доњи, МЗ Копривна, МЗ Копривнска Требава, МЗ Крчевљани, МЗ Милошевац, МЗ Модрича I, МЗ Модрича II, МЗ Модрича III, МЗ Модрича IV, МЗ Модрича V, МЗ Ријечани, МЗ Скугрић, МЗ Таревци, МЗ Толиса, МЗ Чардак.

## Култура
У општини се налази манастир Дуга Њива.

## Привреда
Општина је сједиште Рафинерије уља Модрича.

## Спорт
Општина је сједиште фудбалских клубова Модрича Максима, Посавина, и Врањак.

## Политичко уређење

### Општинска администрација
Начелник општине представља и заступа општину и врши извршну функцију у Модричи. Избор начелника се врши у складу са изборним Законом Републике Српске и изборним Законом БиХ. Општинску администрацију, поред начелника, чини и скупштина општине. Институционални центар општине Модрича је насеље Модрича, гдје су смјештени сви општински органи.
Начелник општине Модрича је Јовица Радуловић испред Српске демократске странке, који је на ту функцију ступио након локалних избора у Босни и Херцеговини 2020. године. Састав скупштине општине Модрича је приказан у табели.

## Становништво
По последњем службеном попису становништва из 1991. године, општина Модрича је имала 35.613 становника, распоређених у 21 насељеном месту.
|             | 2013.           | 1991.            | 1981.           | 1971.           | 1961.           |
| Укупно      | 25 720 (100,0%) | 35 613 (100,0%)  | 34 541 (100,0%) | 31 622 (100,0%) | 27 878 (100,0%) |
| Срби        | 20 227 (78,64%) | 12 534 (35,20%)  | 13 012 (37,67%) | 13 457 (42,56%) | 14 172 (50,84%) |
| Бошњаци     | 3 101 (12,06%)  | 10 375 (29,13%)1 | 8 578 (24,83%)1 | 8 356 (26,42%)1 | 5 092 (18,27%)1 |
| Хрвати      | 1 674 (6,509%)  | 9 805 (27,53%)   | 9 598 (27,79%)  | 9 418 (29,78%)  | 8 221 (29,49%)  |
| Неизјашњени | 170 (0,661%)    | –                | –               | –               | –               |
| Роми        | 168 (0,653%)    | –                | 38 (0,110%)     | 3 (0,009%)      | 72 (0,258%)     |
| Непознато   | 119 (0,463%)    | –                | –               | –               | –               |
| Муслимани   | 65 (0,253%)     | –                | –               | –               | –               |
| Босанци     | 65 (0,253%)     | –                | –               | –               | –               |
| Остали      | 52 (0,202%)     | 1 048 (2,943%)   | 476 (1,378%)    | 138 (0,436%)    | 81 (0,291%)     |
| Југословени | 23 (0,089%)     | 1 851 (5,198%)   | 2 755 (7,976%)  | 180 (0,569%)    | 165 (0,592%)    |
| Православци | 21 (0,082%)     | –                | –               | –               | –               |
| Црногорци   | 17 (0,066%)     | –                | 37 (0,107%)     | 32 (0,101%)     | 30 (0,108%)     |
| Словенци    | 8 (0,031%)      | –                | 6 (0,017%)      | 4 (0,013%)      | 22 (0,079%)     |
| Украјинци   | 5 (0,019%)      | –                | –               | –               | –               |
| Македонци   | 3 (0,012%)      | –                | 7 (0,020%)      | 10 (0,032%)     | 18 (0,065%)     |
| Албанци     | 2 (0,008%)      | –                | 29 (0,084%)     | 16 (0,051%)     | 2 (0,007%)      |
| Мађари      | –               | –                | 5 (0,014%)      | 8 (0,025%)      | 3 (0,011%)      |

1. 1 На пописима од 1971. до 1991. Бошњаци су пописивани углавном као Муслимани.

## Познате личности
- Велибор Чолић, српски књижевник
- Милан Јелић, српски економиста, бивши председник Републике Српске
- Нада Топчагић, српска фолк певачица
- Асим Сарван, српски и југословенски музичар, композитор и продуцент